# トリメチルアミン-N-オキシドレダクターゼ (シトクロムc)
トリメチルアミン-N-オキシドレダクターゼ (シトクロムc)（trimethylamine-N-oxide reductase (cytochrome c)）は、次の化学反応を触媒する酸化還元酵素である。
トリメチルアミン + 2 (フェリシトクロムc)-サブユニット + H2O {\displaystyle \rightleftharpoons } トリメチルアミン-N-オキシド + 2 (フェロシトクロムc)-サブユニット + 2 H+
反応式の通り、この酵素の基質はトリメチルアミンと(フェリシトクロムc)-サブユニットとH2O、生成物はトリメチルアミン-N-オキシドと(フェロシトクロムc)-サブユニットとH+である。
組織名はtrimethylamine:cytochrome c oxidoreductaseで、別名にTMAO reductase、TORがある。